# Luis Giribet
Luis Alberto Giribet (nacido en Rosario, provincia de Santa Fe, el 8 de diciembre de 1946; fallecido en la misma ciudad el 29 de mayo de 2016) fue un futbolista argentino. Jugaba como delantero y debutó en Rosario Central, club con el que fue campeón en la Primera División de Argentina.

## Trayectoria

### Como jugador

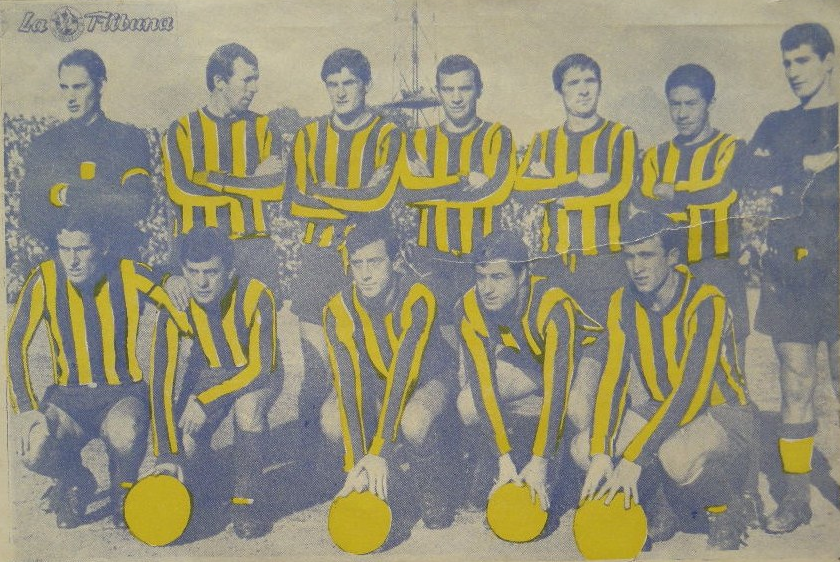
Rosario Central en 1968. Parados: Edgardo Andrada, Carlos Griguol, Aurelio Pascuttini, José Mesiano, Otto Sesana, José Jorge González, Daniel Carnevali; hincados: Enzo Gennoni, Ricardo Palma, Aldo Poy, Adolfo Bielli, Luis Giribet.

Desempeñábase como puntero izquierdo; su bautismo oficial en el fútbol mayor se produjo el 15 de mayo de 1966, cuando Rosario Central cayó derrotado ante Gimnasia y Esgrima La Plata por uno a cero, en cotejo válido por la undécima fecha del Campeonato de Primera División. El entrenador canalla era Manuel Giúdice. Tuvo participación en otros cinco encuentros del torneo, logrando mayor continuidad al año siguiente, bajo el mando de Miguel Ignomiriello. En el Metropolitano de ese año convirtió sus primeros tres goles; su debut en la red se produjo en el clásico rosarino disputado el 4 de junio, en el cual Central venció como visitante a Newell's Old Boys por 2-1. En su último torneo del primer ciclo en Central, Giribet se destacó marcando 6 goles en 9 partidos, en una gran campaña de su equipo que quedó a un punto de Racing Club, River Plate y Vélez Sarsfield, quienes desempataron mediante un triangular, resultando ganador el cuadro velezano.
Fue transferido a Huracán en 1969; en dos temporadas y media con el cuadro quemero convirtió 53 goles en 112 partidos, compartiendo delantera con Miguel Ángel Brindisi y Carlos Babington. A mediados de 1971 fichó con el equipo mexicano San Luis Fútbol Club, recientemente ascendido a la Primera División de México. Vistió la casaca de los tuneros durante dos años, compartiendo equipo con Ciro Barbosa, Pedro Araya, Salvador Reyes, Marino Guevara, entre otros.
Retornó a Rosario Central a mediados de 1973, disputando primeramente la segunda rueda del Metropolitano y luego el Nacional; en este último torneo se coronó campeón, bajo la batuta de Carlos Griguol, de quien había sido compañero de equipo durante su primer ciclo en Central. En aquel equipo bautizado como Los Picapiedras, Giribet peleó el puesto de puntero izquierdo con Daniel Aricó, jugando 10 partidos y marcando dos goles; además estuvo presente en el cotejo ante San Lorenzo de Almagro que definió el título a favor de los rosarinos. Completaban la delantera Ramón Bóveda por derecha y Roberto Cabral en el centroataque, mientras que Aldo Poy retrasó unos metros su posición en la cancha para oficiar de armador de juego. Dejó Central tras la consagración, habiendo acumulado 79 presencias y 19 goles convertidos en sus dos etapas en la institución de Arroyito.
Sus buenas actuaciones motivaron el interés de Independiente, club que lo incorporó en 1974; en dos años en la institución de Avellaneda obtuvo en dos ocasiones la Copa Libertadores: 1974 y 1975. Si bien fue suplente de Daniel Bertoni, fungió como alternativa de todos los delanteros del equipo. Protagonizó luego una gira sudamericana, ya que jugó en Unión Magdalena de Colombia en 1976, en O'Higgins de Chile en 1977 y Guabirá de Bolivia durante los primeros seis meses de 1978; finalizó su carrera ese mismo año defendiendo la camiseta de San Martín de Tucumán, nuevamente en Argentina.

### Como entrenador
Una vez retirado ejerció el cargo de director técnico en clubes pertenecientes a las ligas regionales de la provincia de Santa Fe; fue campeón de la Departamental San Martín en 1988 dirigiendo al Club Atlético Trebolense. Al año siguiente repitió el lauro en la Liga Cañadense de Fútbol entrenando al Club Atlético William Kemmis de Las Rosas. En esta misma liga fue campeón con Argentino Atlético Club de Las Parejas en 2000 y 2002. También ocupó el cargo en ADEO de Cañada de Gómez.

## Selección nacional
Disputó un encuentro en 1970, en el que convirtió un gol.

## Clubes
| Club                  | País      | Año       |
| --------------------- | --------- | --------- |
| Rosario Central       | Argentina | 1966-1968 |
| Huracán               | Argentina | 1969-1971 |
| San Luis              | México    | 1971-1973 |
| Rosario Central       | Argentina | 1973      |
| Independiente         | Argentina | 1974-1975 |
| Unión Magdalena       | Colombia  | 1976      |
| O'Higgins             | Chile     | 1977      |
| Guabirá               | Bolivia   | 1978      |
| San Martín de Tucumán | Argentina | 1978      |

## Fallecimiento
Su deceso se produjo en Rosario el 29 de mayo de 2016, tras sufrir una larga enfermedad.

## Palmarés

### Como futbolista
Torneos internacionales
| Título            | Equipo        | País      | Año  |
| ----------------- | ------------- | --------- | ---- |
| Copa Libertadores | Independiente | Argentina | 1974 |
| Copa Libertadores | Independiente | Argentina | 1975 |

Torneos nacionales
| Título           | Equipo                | País      | Año    |
| ---------------- | --------------------- | --------- | ------ |
| Primera División | C. A. Rosario Central | Argentina | N-1973 |

### Como entrenador
Títulos regionales
| Título           | Equipo                  | Liga                     | País      | Año  |
| ---------------- | ----------------------- | ------------------------ | --------- | ---- |
| Primera División | Trebolense              | Departamental San Martín | Argentina | 1988 |
| Primera División | William Kemmis          | Cañadense                | Argentina | 1989 |
| Primera División | Argentino (Las Parejas) | Cañadense                | Argentina | 2000 |
| Apertura         | Argentino (Las Parejas) | Cañadense                | Argentina | 2002 |